# Dendropanax alberti-smithii
Dendropanax alberti-smithii är en araliaväxtart som beskrevs av Lorin Ives Nevling. Dendropanax alberti-smithii ingår i släktet Dendropanax och familjen Araliaceae. Inga underarter finns listade.